# Eliffer Gosgorddfawr
Eliffer Gosgorddfawr, dove "Eliffer" significa "Grande armata" (latino: Eleutherius; inglese: Oliver; 505 circa – 560), regnò sull'Ebrauc.
Era figlio di re Arthuis del Grande Ebrauc, da cui ereditò l'area del regno attorno alla città di Ebrauc (cioè York), mentre il fratello Pabo Post Prydein ebbe l'area dei Pennines. Deve il suo epiteto alla fama ottenuta dai suoi eserciti nella Britannia del tempo, che furono considerati imbattibili quando si allearono con le truppe del Rheged e di Gododdin. Furono i lancieri di questa fanteria a tenere sotto scacco i coloni anglosassoni sul confine.
Eliffer sposò Erfiddyl, figlia di Cynfarch Oer, sovrano del Rheged settentrionale, dalla quale ebbe tre figli: Peredur Arueu Dur, Gwrgi e Ceindrych Benasgel.